# ハンドレページ H.P.75 マンクス

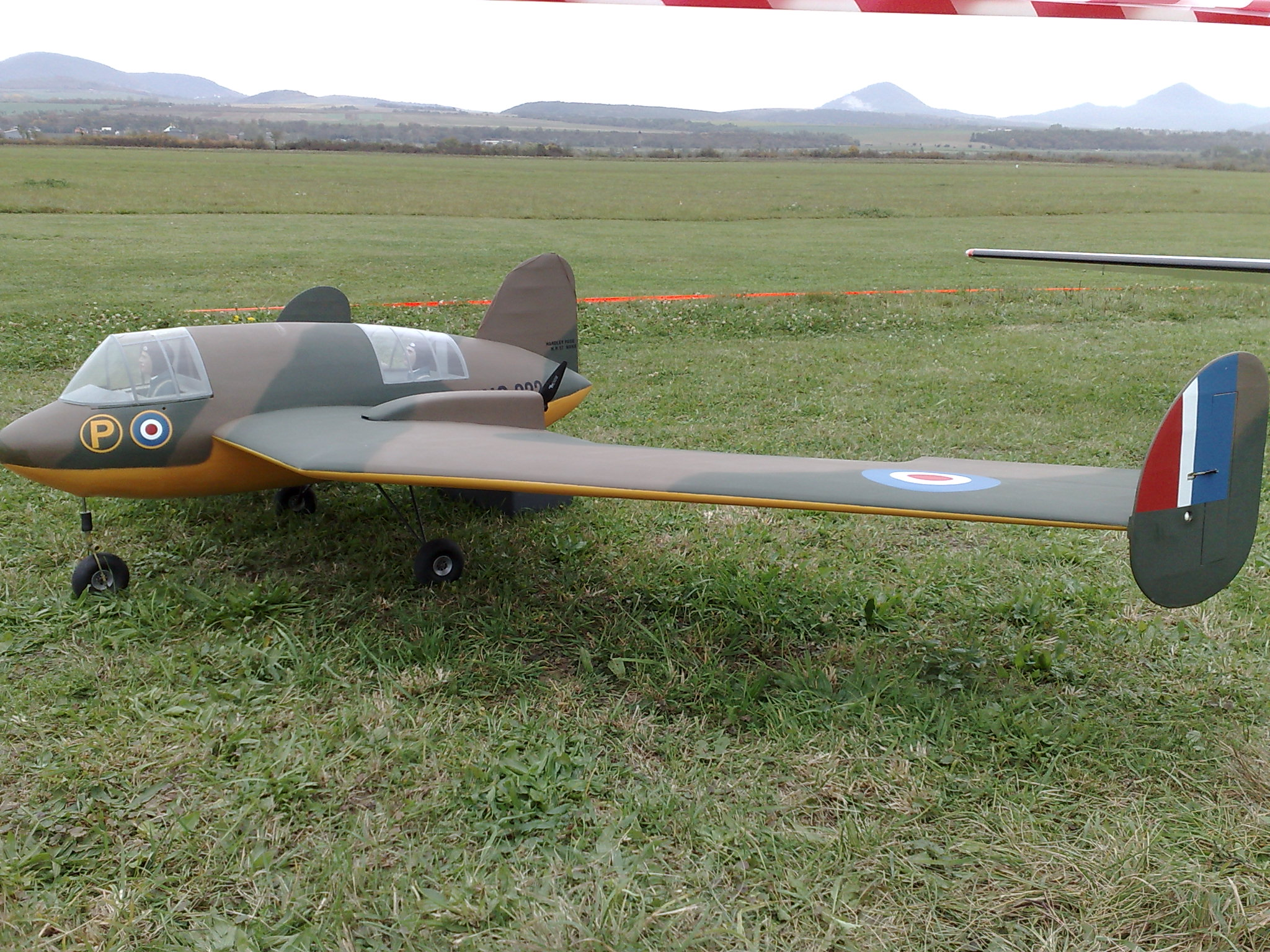
ハンドレページ マンクス

ハンドレページ マンクス (H.P. 75 Manx) は1940年代にイギリスのハンドレページ社で作られた無尾翼実験機である。2台のエンジンは推進式に配置され、外翼だけに後退角がつけられ、両翼端に垂直尾翼が取り付けられた。エレボンによって、ピッチとロールの制御を行った。主脚は折りたたまれたが、3車輪式の前脚は固定であった。

## スペック
- 翼幅: 40ft (12.2 m)
- 全長: 18 ft (5.5 m)
- 翼面積: 246 ft2 (22.8 m2)
- 動力: 2× デハビランド・ジプシーモス 140 hp
- 重量: 4,000 lb (1,820 kg)

- 巡航速度: 150mph (240 km/h)
- 到達高度: 15,000 ft (4,575 m)